# سيسيل بيتون
السير سيسيل والتر هاردي بيتون (بالإنجليزية: Cecil Beaton) (من 14 يناير 1904 إلى 18 يناير 1980) مصور، كاتب، رسام، ومصمم إنجليزي حاصل على جائزة الأوسكار لأفضل تصميم أزياء عام 1958 عن فيلم جيجي و عام 1964 عن فيلم سيدتي الجميلة.

## روابط خارجية
- سيسيل بيتون على موقع IMDb (الإنجليزية)
- سيسيل بيتون على موقع الموسوعة البريطانية (الإنجليزية)
- سيسيل بيتون على موقع مونزينجر (الألمانية)
- سيسيل بيتون على موقع أول موفي (الإنجليزية)
- سيسيل بيتون على موقع قاعدة بيانات برودواي على الإنترنت (الإنجليزية)
- سيسيل بيتون على موقع قاعدة بيانات برودواي على الإنترنت (الإنجليزية)
- سيسيل بيتون على موقع قاعدة بيانات الأفلام السويدية (السويدية)
- سيسيل بيتون على موقع ديسكوغز (الإنجليزية)
- سيسيل بيتون على موقع قاعدة بيانات الفيلم (الإنجليزية)
- سيسيل بيتون على موقع كينوبويسك (الروسية)

- سيسيل بيتون في موقع شاشة الإنترنت [الإنجليزية]‏ التابع لمعهد الفيلم البريطاني
- سيسيل بيتون على موقع فايند أغريف
- Cecil Beaton in the National Portrait Gallery
- Beaton's Portraits published by the National Portrait Gallery.
- Theatre Archive University of Bristol
- "Selection of photographs by Cecil Beaton". متحف فكتوريا وألبرت. مؤرشف من الأصل في 2012-03-07.
- Cecil Beaton textile designs designed in 1948 for Zika Ascher
- Cecil Beaton interview on BBC Radio 4 Desert Island Discs, February 1, 1980

### مواد أرشيفية
- Papers of Sir Cecil Beaton (1922–1980, 38 archival boxes) at كلية سانت جونز (كامبريدج)
- Cecil Beaton Papers (1938–1979, 1 archival box) at مكتبة جامعة برنستون
- Cecil Beaton Studio Archive at سوذبيز Picture Library